# Montgilbert
Montgilbert is een gemeente in het Franse departement Savoie (regio Auvergne-Rhône-Alpes) en telt 74 inwoners (1999). De gemeente maakt deel uit van het arrondissement Saint-Jean-de-Maurienne.

## Geografie
De oppervlakte van Montgilbert bedraagt 9,8 km², de bevolkingsdichtheid is 7,6 inwoners per km². De gemeente ligt in de Maurienne vallei op de linkeroever van de Arc. Er ligt een brug naar Aiton aan de overkant.
De onderstaande kaart toont de ligging van Montgilbert met de belangrijkste infrastructuur en aangrenzende gemeenten.

## Demografie
Onderstaande figuur toont het verloop van het inwonertal (bron: INSEE-tellingen).

1. ↑  Populations de référence 2022.